# 李来中
李来中，生卒年月不详，陕西人，清末义和团首领。
1899年到山东发展义和团，因被袁世凯镇压，从山东转移到直隶一带活动。义和团大批进入北京后，率众围攻西什库教堂，包围使馆区。八国联军攻陷天津，向北京进犯时，率团众在北仓阻击。
光绪二十六年五月二十四日（1900年6月20日），李秉衡、刘坤一、张之洞、鹿传霖、王之春、松寿、于荫霖、俞廉三联名致电总署和荣禄，电文中说：“查拳匪符咒惑人，传教煽乱，实不能避枪炮，嘉庆十三年（1808年）久经谕禁，若真系直隶义民，何以陕西人李来中为首？是为邪教，应剿一也。”当时人们获知义和团有一个总首领叫李来中，是陕西人。八国联军占领北京之后，李来中下落不明。